# Camacan
Camacan là một đô thị thuộc bang Bahia, Brasil. Đô thị này có diện tích 632,926 km², dân số năm 2007 là 30119 người, mật độ 47,59 người/km².